# Mongolia na Mistrzostwach Świata w Lekkoatletyce 2015
Mongolia na Mistrzostwach Świata w Lekkoatletyce 2015 – reprezentacja Mongolii podczas Mistrzostw Świata w Pekinie liczyła 3 zawodników, którzy nie zdobyli medali.

## Występy reprezentantów Mongolii

### Mężczyźni

#### Konkurencje biegowe
| Konkurencja | Zawodnik           | Runda 1  | Runda 1 | Półfinał | Półfinał | Finał    | Finał   |
| Konkurencja | Zawodnik           | Rezultat | Pozycja | Rezultat | Pozycja  | Rezultat | Pozycja |
| ----------- | ------------------ | -------- | ------- | -------- | -------- | -------- | ------- |
| Maraton     | Bat-Ocziryn Ser-Od | —        | —       | —        | —        | 2:32,09  | 38.     |

### Kobiety

#### Konkurencje biegowe
| Konkurencja | Zawodniczka                  | Runda 1  | Runda 1 | Półfinał | Półfinał | Finał    | Finał   |
| Konkurencja | Zawodniczka                  | Rezultat | Pozycja | Rezultat | Pozycja  | Rezultat | Pozycja |
| ----------- | ---------------------------- | -------- | ------- | -------- | -------- | -------- | ------- |
| Maraton     | Munkhzaya Bayartsogt         | —        | —       | —        | —        | 2:45,01  | 35.     |
| Maraton     | Luwsanlchündegijn Otgonbajar | —        | —       | —        | —        | DNF      | DNF     |